# Srednja vas - Loški Potok
Srednja vas - Loški Potok is een plaats in Slovenië en maakt deel uit van de gemeente Loški Potok in de NUTS-3-regio Jugovzhodna Slovenija. De plaats telde 59 inwoners op 1 januari 2020.